# Добровка (Приазовский район)
Добровка (укр. Добрівка) — село,
Добровский сельский совет,
Приазовский район,
Запорожская область,
Украина.
Код КОАТУУ — 2324583601. Население по переписи 2001 года составляло 449 человек.
Является административным центром Добровского сельского совета, в который, кроме того, входят сёла
Новопокровка.

## Географическое положение
Село Добровка находится на берегах реки Акчокрак,
выше по течению на расстоянии в 2 км расположено село Новопокровка,
ниже по течению на расстоянии в 3,5 км расположено село Девнинское.
Река в этом месте пересыхает, на ней сделано несколько запруд.

## История
- 1922 год — дата основания.
- В 1945 г. село Чекрак переименовано в Добровку[3].

## Экономика
- «Добровка», ООО.